# Calocheiridius indicus
Calocheiridius indicus är en spindeldjursart som beskrevs av Beier 1967. Calocheiridius indicus ingår i släktet Calocheiridius och familjen Olpiidae. Inga underarter finns listade.